# 阿尔纳维尔
阿尔纳维尔（法語：Arnaville，法語發音：[aʁnavil]）是法国默尔特-摩泽尔省的一个市镇，位于该省中部，和摩泽尔省接壤，属于图勒区。

## 地理
阿尔纳维尔（49°0'41"N, 6°1'50"E）面积5.22 平方千米，位于法国大東部大區默尔特-摩泽尔省，该省份为法国东北部内陆省份，是洛林的一部分，北邻比利时、卢森堡，北起顺时针与摩泽尔省、下莱茵省、孚日省和默兹省接壤。
与阿尔纳维尔接壤的市镇（或旧市镇、城区）包括：阿里、戈尔兹、摩泽尔河畔诺韦昂、马德河畔巴永维尔、摩泽尔河畔帕尼。

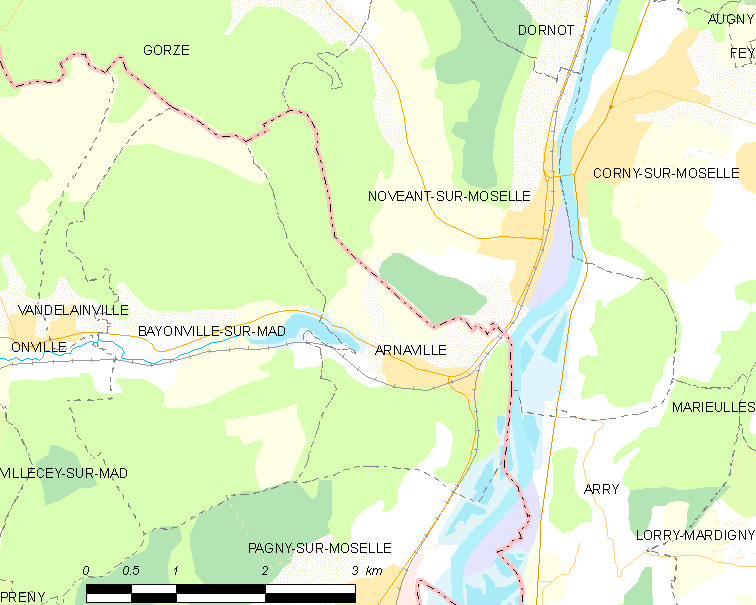
阿尔纳维尔的OSM定位图

阿尔纳维尔的时区为UTC+01:00、UTC+02:00（夏令时）。

## 行政
阿尔纳维尔的邮政编码为54530，INSEE市镇编码为54022。

## 政治
阿尔纳维尔所属的省级选区为蓬塔穆松县。

## 人口

1962-2008年间阿尔纳维尔人口变化图示

阿尔纳维尔于2022年1月1日时的人口数量为561人。